# HD 192827
HD 192827，又名CD-4813509，SAO 230144、HR 7745，是一颗恒星，视星等为6.31，位于銀經351.87，銀緯-34.08，其B1900.0坐标为赤經20h 11m 45.7s，赤緯-48° -34.08′ 15″。